# Червоноблагодатненский сельский совет (Горностаевский район)
Червоноблагодатненский сельский совет (укр. Червоноблагодатненська сільська рада) — входит в состав
Горностаевского района
Херсонской области
Украины.
Административный центр сельского совета находится в 
с. Червоноблагодатное
.

## История
- 1944 — дата образования.

## Населённые пункты совета
- с. Червоноблагодатное
- с. Красное
- с. Лопатки
- с. Ясная Поляна